# SN 2001ff
SN 2001ff – supernowa typu II odkryta 2 listopada 2001 roku w galaktyce UGC 4685. W momencie odkrycia miała maksymalną jasność 17,10m.